# Freirina
Freirina – miasto w Chile, w regionie Atakama, w prowincji Huasco.